# Chourouk Hriech
Chourouk Hriech (née le 8 août 1977) est une artiste d'arts visuels franco-marocaine native de Bourg-en-Bresse. Elle est connue pour ses dessins de paysages urbains en noir et blanc,,,.

## Biographie
Elle est née en France en 1977. Après ses études d'histoire et histoire de l'art à Lyon, elle est reçue à l'École nationale supérieure des beaux-arts de Lyon.
Elle se lance dans la production de dessins en noir et blanc réalisés au rothring, à l'encre de chine et au marqueur. Les univers qu'elle crée ont une composante géométrique dans un environnement quelque peu chaotique, et ne mettent pas de personnes humaines en scène, se concentrant sur la description de paysages urbains.
Elle prend part à des expositions prestigieuses comme le Printemps de septembre à Toulouse, la 8e Biennale de Shanghai, Soul to Soul au Centre régional d’art contemporain de Sète.
Elle expose aussi au musée Círculo de Bellas Artes de Madrid, à la Kunstnernes Hus d'Oslo, au Musée d'art contemporain de Marseille, au MAMCO de Genève et à la troisième Biennale de Marrakech.
Des institutions de renom acquièrent ses œuvres, notamment le Fonds municipal d'art contemporain de la Ville de Paris, le Palais royal de Rabat et la Caisse de dépôt et de gestion du Maroc, le Fonds communal d’art contemporain de Marseille et le Fonds régional d'art contemporain de Provence-Alpes-Côte d’Azur.

## Expositions
- 2013 : Retour du monde au MAMCO, Genève[8].
- 2014: Nuages poussés par le vent, à l'atelier 21, Casablanca[9]
- 2017: Faire ailleurs, galerie Anne-Sarah Benichou, Paris[10]
- 2017: Salon urbain de Douala, centre Doual’art, Douala[11]
- 2018:  L’Atelier 21 “Art et Football", Casablanca[12],[13],[14]